# Reggello

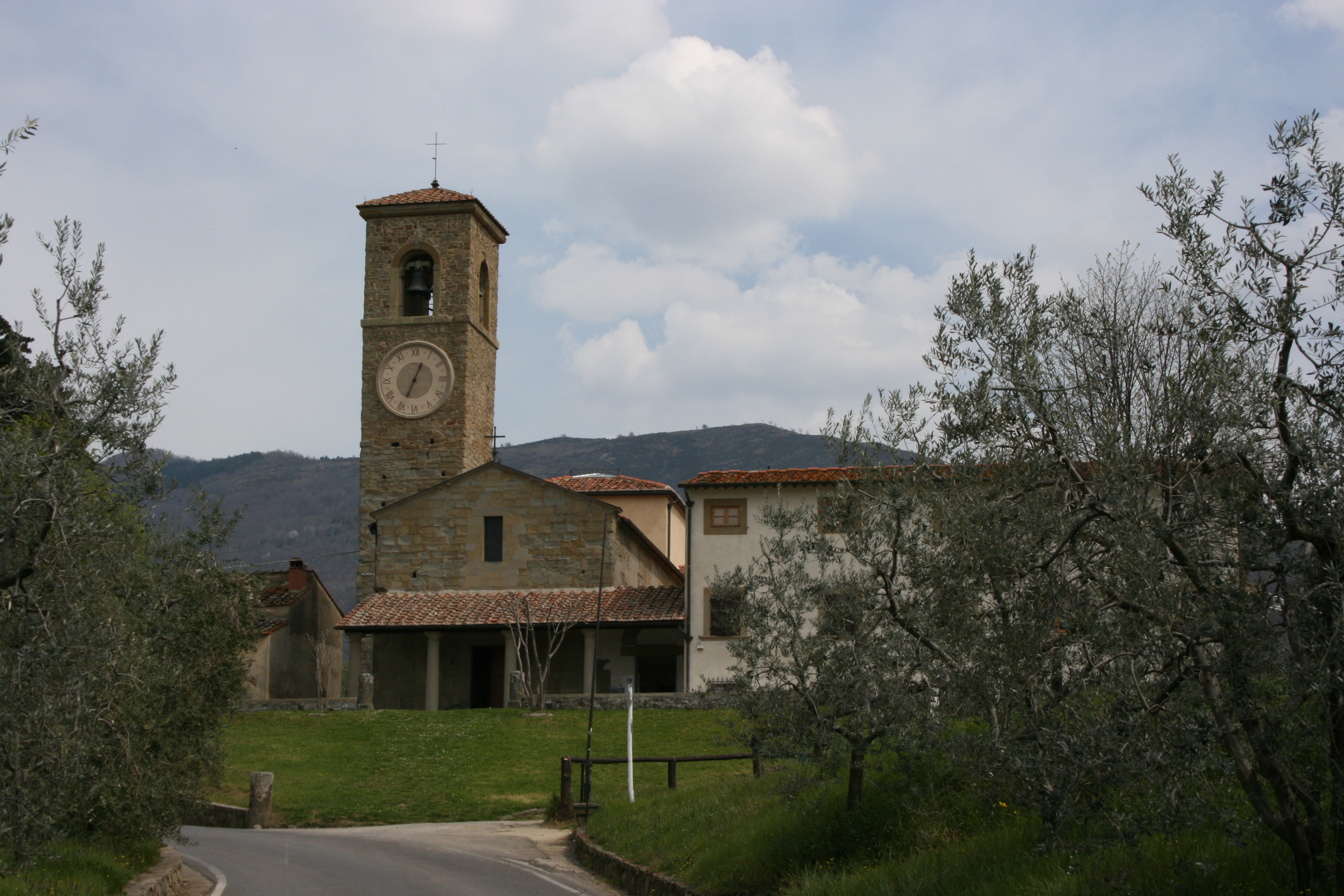
Església de Sant'Agata a Arfoli.

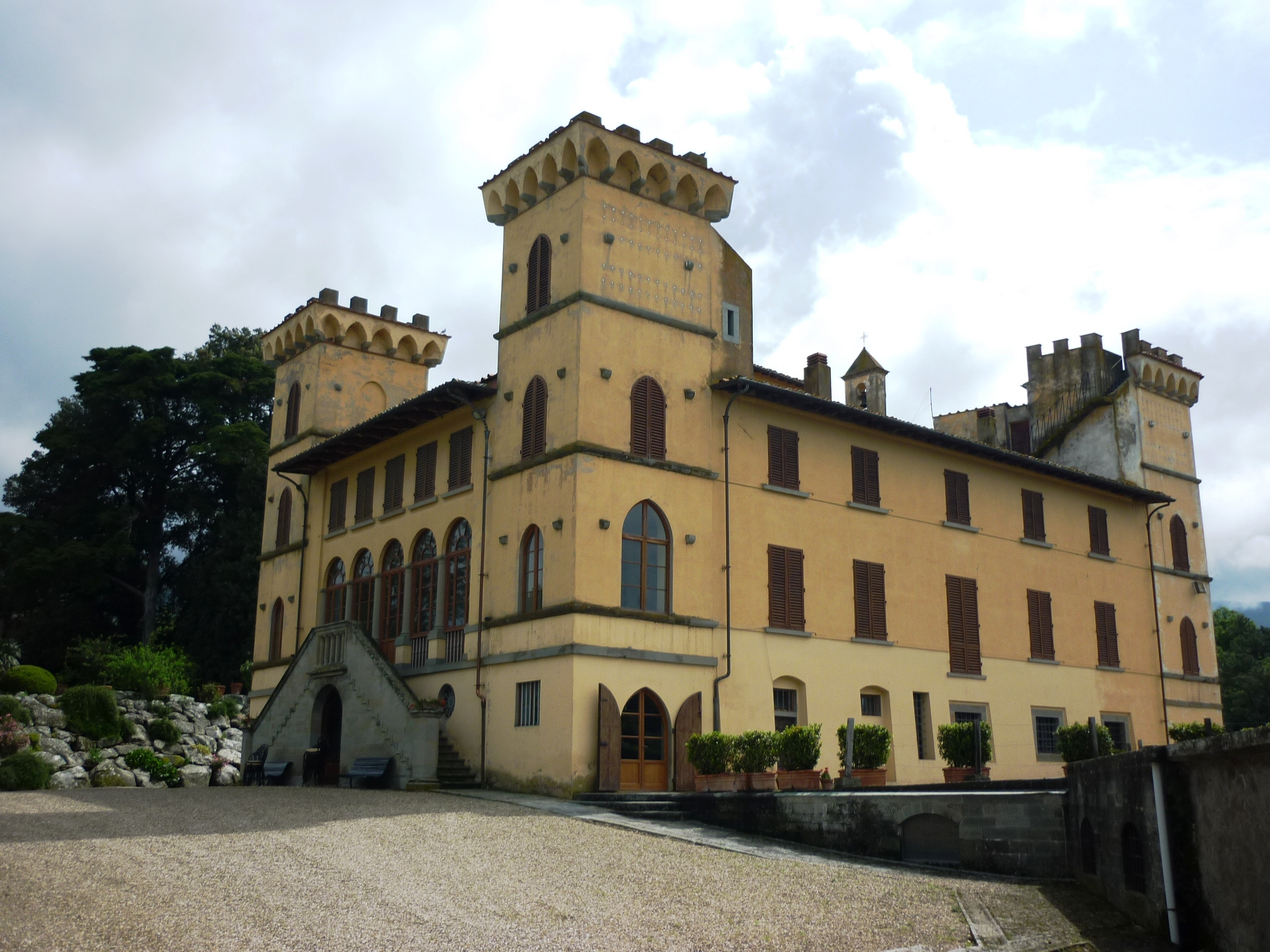
Castell de Bonsi a Pietrapiana.

Reggello és un comune (municipi) de la ciutat metropolitana de Florència, a la regió italiana de la Toscana, situat uns 25 km al sud-est de Florència. L'1 de gener de 2018 tenia 16.543 habitants.
El municipi limita amb els municipis següents: Castel San Niccolò, Castelfranco Piandiscò, Figline e Incisa Valdarno, Montemignaio, Pelago i Rignano sull'Arno.

## Llocs d'interès
- Abadia de Vallombrosa, situada al bosc de Vallombrosa, a uns 10 km del centre de la població.
- Castell de Sammezzano, a prop de Leccio. És un palazzo d'estil arquitectònic neo-morisc.